# Shadow Empire
Shadow Empire (cu sensul de Imperiul Umbrei) este un joc video de strategie științifico-fantastic dezvoltat de studioul francez VR Designs și publicat de Slitherine Software. Combină genurile joc de război pe computer și joc 4X într-un cadru de cucerire post-apocaliptică.

## Gameplay
După ce o republică galactică (nespecificată) se prăbușește, numeroasele sale lumi se cufundă într-o epocă întunecată. Jucătorii iau rolul unui conducător al războiului dintr-o societate post-apocaliptică care a apărut din ruinele uneia dintre aceste lumi.
Jucătorii își generează mai întâi lumea, care poate varia de la luni mici la planete mari. Lumile sunt generate procedural, fie aleatoriu, fie prin modificarea parametrilor, cum ar fi dacă jucătorul dorește o atmosferă respirabilă Aceste opțiuni pot avea un efect puternic asupra lumii și pot exclude anumite strategii. Dacă nu sunt îndeplinite condițiile pentru abiogeneză, combustibilii fosili ar putea să nu existe, iar o atmosferă subțire ar putea împiedica utilizarea aeronavelor. Odată mulțumiți de lume, jucătorii își proiectează societatea și idealurile acesteia. Managementul acestei societăți folosește elemente ale jocurilor video de rol. Jucătorii desemnează personalul, cu propriile abilități și personalități, pentru a conduce diferite părți ale birocrației societății lor. Acțiunile jucătorului pot avea efecte puternice asupra personalului său și asupra diferitelor facțiuni din societatea lor, cum ar fi supărarea generalilor suficient pentru a declanșa un război civil sau provocarea resentimentelor de durată în rândul civililor după suprimarea violentă a unei greve de muncă. Acțiunile mai complexe sunt reprezentate de cărți, care pot fi jucate pentru a câștiga bonusuri diplomatice sau guvernamentale. Cele mai benefice cărți pot fi câștigate prin supunerea voluntară a imperiului cuiva la catastrofe. Unele aspecte ale cercetării sunt aleatorii. Nivelurile tehnologice sunt scăzute la început, cu arme improvizate, cu toate că tehnologia foarte avansată poate fi găsită în ruinele civilizațiilor de dinainte de epoca întunecată. Odată ce tehnologiile sunt redescoperite, unități personalizate pot fi proiectate folosind aceste progrese. În timpul războiului, logistica este importantă, iar lanțurile de aprovizionare trebuie menținute. Ca și jocurile de război tradiționale, folosește contoare și o hartă hexagonală.

## Dezvoltare
Dezvoltatorul Victor Reijkersz a realizat mai multe jocuri de război istorice înainte de Shadow Empire. S-a hotărât asupra unui cadru științifico-fantastic post-apocaliptic, deoarece i-a oferit un fel de „pânză grozavă pentru a crea jocuri procedurale mai imersive”. Pentru a spori imersiunea, Reijkersz a oferit fiecărei planete o istorie îndepărtată și o poveste din trecut atunci când o generează procedural. Reijkersz a lucrat singur la Shadow Empire patru sau cinci ani ca să-l termine. Jocul a fost lansat pentru prima dată la 4 iunie 2020. 

## Recepție
Shadow Empire a avut recenzii pozitive pe Metacritic.
Joe Fonseca de la site-ul Wargamer l-a considerat „Alpha Centauri⁠(d) din prezent, dar mai bun” și l-a recomandat fanilor jocurilor 4X și ai jocurilor de război complexe pe computer.
În recenzia sa pentru PC Gamer, Jonathan Bolding a scris: „Ambițios la extrem, Shadow Empire este un joc de război SF unic, care este puțin pierdut în propriile sale detalii”. Bolding a criticat complexitatea opacă a jocului, despre care a considerat că face ca părți ale jocului să pară ca o cutie neagră.
Sin Vega de la Rock Paper Shotgun⁠(d) a scris că este „cel mai bun și cel mai compulsiv joc de război serios pe care l-am jucat vreodată timp de o lună în continuu”.